# Eschweilera potaroensis
Eschweilera potaroensis är en tvåhjärtbladig växtart som beskrevs av Noel Yvri Sandwith. Eschweilera potaroensis ingår i släktet Eschweilera och familjen Lecythidaceae. IUCN kategoriserar arten globalt som otillräckligt studerad.
Artens utbredningsområde är Guyana. Inga underarter finns listade i Catalogue of Life.